# Viorica Agarici
Viorica Agarici, née le 24 février 1886 et morte le 18 février 1979 à Bucarest, est une infirmière roumaine, présidente de la Croix-Rouge locale de la ville de Roman pendant la Seconde Guerre mondiale et le régime Ion Antonescu. Protectrice de la population juive pendant la mise en œuvre de l'Holocauste en Roumanie, elle compte parmi les Roumains récompensés comme  « Justes parmi les nations », commémorés par les Israéliens à Yad Vashem,,.

## Biographie
Viorica Agarici est la fille d'un ancien maire de Roman, lui-même connu pour être intervenu en faveur des juifs, et qui a aidé à la construction de la synagogue locale et de l'école moderne. Elle fut la mère de Horia Agarici (en), « as de l'aviation » de l'Armée de l'air royale roumaine,.
Pendant la nuit du 2 juillet 1941, après avoir soigné les blessés de l'Armée roumaine venant du Front de l'Est, elle entend des gens gémir dans un train transportant des survivants juifs du pogrom de Iași. Les déportés, entassés dans le train, sont emmenés à CălăraȘi sans eau ni nourriture,. Beaucoup d'eux meurent avant l'arrivée à Roman, en provenance de Iași (normalement effectué en deux heures),. Le convoi dont ils font partie, supervisé par la Gendarmerie, est décrit comme un « train de la mort »,,,. Les gendarmes, à l'instigation du sous-lieutenant Aurel Triandaf et du sous-officier Anastase Bratu, interdisent aux passagers d'accéder à l'eau et tirent sur ceux qui cherchent à leur en fournir. Qui plus est, des habitants de la localité ainsi que des soldats cherchent à vendre aux victimes de l'eau à des prix exorbitants, tandis que des soldats roumains et allemands jettent des pierres sur les prisonniers.
Profitant de sa fonction, elle demande et reçoit la permission de donner de la nourriture et de l'eau aux passagers, de leur permettre de se laver et d'éloigner les cadavres,. Cette première opération d'aide est accomplie avec l'assistance de la Croix Rouge locale et des volontaires juifs locaux et retarde effectivement le convoi pendant toute une journée,. Selon un témoignage, Agarici ordonne en fait aux autorités d'obéir - le colonel Eraclide se soumet, du fait du respect qu'il a pour le héros de guerre Horia Agarici (en). Le 4 juillet, tous les prisonniers juifs sont transférés dans un autre train, où ils reçoivent de nouveau de la nourriture et de l'eau (malgré l'amélioration de leurs conditions de transport, 75 d'entre eux meurent pendant la poursuite du voyage et 69 autres peu après. Sur les 2 530 personnes embarquées de force à Iași, 1 011 seules sont encore en vie à Călărași,,. Il est possible que le nombre initial des prisonniers ait été bien plus élevé et que le nombre des victimes ait été minoré par les autorités, qui n'ont pas gardé un décompte exact de tous les corps jetés du train.
Les actions de Viorica Agarici sont fortement critiquées par les habitants de Roman, au point qu'elle doit démissionner et déménager à Bucarest. Elle est immédiatement considérée comme une héroïne par une partie de la communauté juive et des rumeurs concernant ses actions se répandent à travers le pays. En 1947, trois ans après la destitution d'Antonescu par le Roi Michel, Aurel Triandaf est condamné à la prison à la vie et aux travaux forcés pour crimes de guerre et contre la paix.
Outre sa reconnaissance par le mémorial de Yad Vashem, plusieurs hommages sont rendus sur place à V. Agarici : la gare de Roman accueille son buste et une plaque mémorial ; à l'été 2005, sa mémoire est honorée par une cérémonie organisée par les autorités locales et des représentants de la communauté juive. Elle est de même louée publiquement par le rabbin Alexandre Safran, chef de la communauté juive roumaine pendant la Seconde Guerre mondiale, qui la cite parmi les « bonnes personnes en des temps inhumains » (la liste d'A. Șafran comprend également la Reine-Mère Elena).